# ویلیام مور (ورزشکار)
ویلیام مور (انگلیسی: William Moore; ۵ آوریل ۱۸۹۰ – ۱۲ مهٔ ۱۹۶۰) ورزشکار دو و میدانی اهل بریتانیا بود.